# Flamingo Road (serie televisiva)
Flamingo Road è una serie televisiva statunitense prodotta dal 1980 al 1982.
Si tratta di una soap opera per la prima serata ideata da Rita Lakin e basata sull'omonimo romanzo di Robert Wilder, (romanzo da cui è tratto anche il film Viale Flamingo).

Tra gli interpreti principali, figurano Morgan Fairchild, Mark Harmon, John Beck, Howard Duff, Kevin McCarthy e Barbara Rush.

## Produzione
Del serial furono prodotte due stagioni, per un totale di 38 puntate (16 per la prima stagione, 22 per la seconda), preceduti da un film TV girato nel 1980 (con gli stessi attori protagonisti), che - di fatto - vale come puntata pilota.

Negli Stati Uniti, la puntata pilota andò in onda il 12 maggio 1980, mentre la prima puntata della prima stagione vera e propria fu trasmessa il 6 gennaio 1981; l'ultima puntata fu invece trasmessa il 4 maggio 1982 In Italia, la prima puntata del serial, che andava in onda su Canale 5 il martedì e il giovedì in prima serata, fu trasmessa il 20 maggio 1982.
La soap è stata girata a Pasadena (California).

## Trama
La storia è incentrata sulle vicende (finanziarie e sentimentali) dei Weldon, una ricca e influente famiglia che abita in una splendida villa di Flamingo Road, via esclusiva di Truro, una tranquilla cittadina immaginaria della Florida.
Il capofamiglia è Claude Weldon, sposato con Eudora, con la quale ha un figlio, Skipper, ed ha allevato una figlia adottiva di nome Constance, in realtà figlia naturale sua e di una certa Lute-Mae Sanders.
A muovere i fili in città è il diabolico sceriffo Titus Semple. Questi convince il candidato senatore Fielding Carlyle a sposare Constance Weldon, pur sapendo che l'uomo è innamorato di un'altra donna, Lane Ballou, cantante in un locale equivoco. Dal canto suo, Lane sposa Sam Curtis, mentre Constance si consola per un matrimonio senza amore passando da un letto all'altro.

## Episodi
| Stagione         | Episodi | Prima TV originale | Prima TV Italia |
| ---------------- | ------- | ------------------ | --------------- |
| Prima stagione   | 16 + 1  | 1980               | 1982            |
| Seconda stagione | 22      | 1981               |                 |

## Riconoscimenti
Nomination al Golden Globe 1982 per Morgan Fairchild nella categoria "migliore attrice protagonista di una fiction televisiva".

## Citazioni
Il serial è citato nel film di Carlo Vanzina del 1983  Vacanze di Natale, in una scena in cui il personaggio di Grazia (personaggio interpretato da Marilù Tolo) commenta il racconto di Ivana (Stefania Sandrelli), riguardante l'avventura amorosa di quest'ultima con Billo (Jerry Calà), dicendo "Siamo in pieno Flamingo Road !".